# チャング

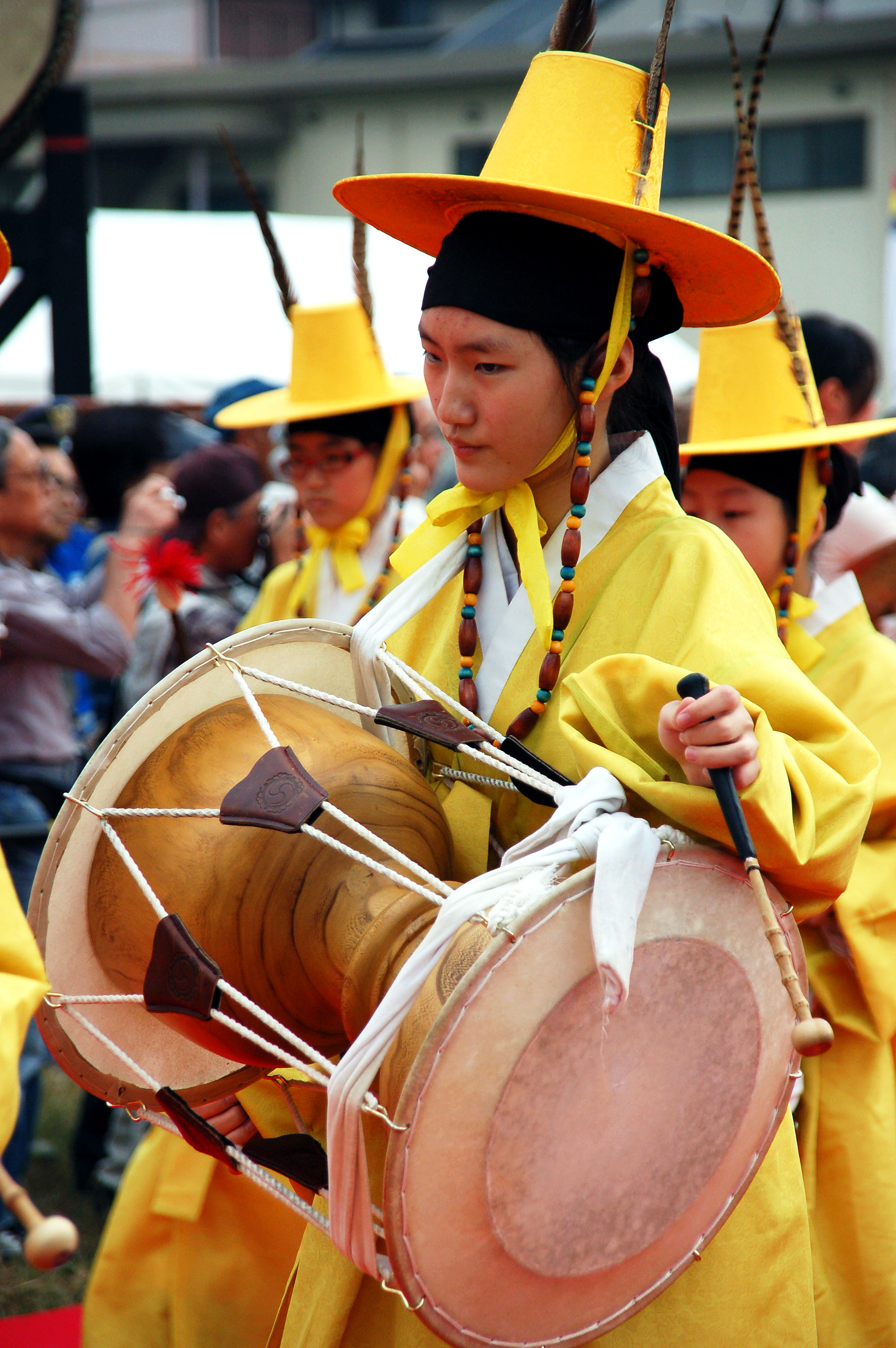
演奏例

チャング（朝: 장구、杖鼓、長鼓）あるいはチャンゴ（朝: 장고）は、朝鮮半島の伝統的な打楽器である。宮廷音楽から、民衆の音楽である農楽、仮面芝居のタルチュムに至るまで、韓国の伝統音楽のほとんどすべてのジャンルで使用される。

## 概要
日本の鼓を大きくしたような形状で、桐の木を削った胴に羊、馬、牛、犬などの革を張る。全体の大きさや使用する革は、演奏する曲のジャンルで異なる。胴体と両側の革は紐で固定しており、紐に挟まっているプジョン（朝: 부전、別名テョイゲ朝: 조이개）でチューニングをする。
左右の皮は音が異なる。左側は「プクピョン（朝: 북편）」あるいは「クンピョン」と呼び、手で叩くか、「クンチェ」（先端に丸いものが付いたバチ）で叩く。皮は厚く、重くて低い音を出す。右側は「チェピョン（朝: 채편）」と呼び、「ヨルチェ」（細長いバチ）で叩く。皮は薄く、高い音を出す。手首は縦ではなく、横に回転させる。左の桴は左の面を打つばかりではなく、時に腕を伸ばして右面も打つ。リズムは3拍子が多い。

### 使用
韓国の現代音楽である「サムルノリ」で必ず用いられる4つの楽器（ケンガリ、チン、チャング、プク）ではチャングは雨を表現している。なお、チャングはそれ単独で演奏するよりも他の楽器の演奏や歌の伴奏として使用することが多い。風物（朝: 풍물。農楽はここに含まれる）を演奏する場合は単独で演奏する。

### 来歴
伝統楽器（国楽器）と表現されることがあるが、その伝来や、いつごろから使用されているかについてはそれほど明確には分かっていない。ただし、高句麗の古墳の壁画や新羅の梵鐘にチャングの様な楽器が表現されていることから、三国時代には存在したとする資料もある。バチを使っての演奏は1000年くらい前からとされている。現代はショーとしてアレンジされた打法・演技で華美に披露され、古来からの楽曲が正確に伝承・演奏されることはない。